# بوبي تراب
بوبي تراب هو لاعب هوكي الجليد كندي، ولد في 16 ديسمبر 1897 في بيمبروك في كندا، وتوفي في 20 نوفمبر 1979.

## وصلات خارجية
- بوبي تراب على موقع دوري الهوكي الوطني (الإنجليزية)
- بوبي تراب على موقع EliteProspects.com (الإنجليزية)
- بوبي تراب على موقع HockeyDB.com (الإنجليزية)
- بوبي تراب على موقع Hockey-Reference.com (الإنجليزية)